# Estação Zapata
A Estação Zapata é uma das estações do Metrô da Cidade do México, situada na Cidade do México, entre a Estação División del Norte, a Estação Coyoacán, a Estação Parque de los Venados e a Estação Hospital 20 de Noviembre. Administrada pelo Sistema de Transporte Colectivo, faz parte da Linha 3 e da Linha 12.
Foi inaugurada em 25 de agosto de 1980. Localiza-se no cruzamento da Avenida Universidad com a Avenida Félix Cuevas. Atende o bairro Santa Cruz Atoyac, situado na demarcação territorial de Benito Juárez. A estação registrou um movimento de 14 405 744 passageiros em 2016.